# Ludovico Calini
Ludovico Calini (Calino, 9 de janeiro de 1696 - Bréscia, 9 de dezembro de 1782) foi um cardeal italiano do século XVIII.

## Biografia
Nasceu em Calino em 9 de janeiro de 1696, feudo de sua família, diocese de Bréscia. Quinto dos oito filhos do Conde Vincenzo e Teodora Gonzaga Martinengo. Ele foi batizado em 18 de janeiro de 1696, na igreja de Calino. Seu sobrenome também está listado como Calino.
Estudos iniciais em Bréscia; depois, decidiu entrar no estado eclesiástico, foi para Roma e estudou na Pontifícia Academia dos Nobres Eclesiásticos, a partir de 1721; obteve o doutorado in utroque iure, tanto canônico quanto civil, em 5 de junho de 1725. Recebeu o diaconato e foi nomeado cônego do cabido da catedral de Bréscia em 1717.
Ordenado em 17 de dezembro de 1718. Distinto orador, em 1720 proferiu a Oratio pro Francisco Barbadico, ad cardinalatum evecto, publicada em Bréscia. Em 1721, viaja para Roma, onde estabelece longa amizade com o notável erudito Domenico Giorgi, com quem mantém correspondência centrada em assuntos histórico-eruditos. O novo bispo de Brescia, Angelo Maria Quirini, OSBCas., nomeado em 1727, nomeou-o examinador sinodal e superintendente da construção da nova catedral.
Eleito bispo de Crema, em 11 de setembro de 1730, pelo Papa Clemente XII. Consagrado em 21 de setembro de 1730, igreja de S. Marco, Roma, pelo cardeal Angelo Maria Quirini, OSBCas., bispo de Brescia, auxiliado por Antonio Pallavicini, arcebispo titular de Lepanto, e por Giustino Fontanini, arcebispo titular de Ancira. Em 1737, convocou um sínodo diocesano, o primeiro desde 1609, cujas disposições foram publicadas em Synodus diocesana Cremensis habita ab ill.mo et r.mo LC ... in Cathedrali Cremae die 29 Aprilis et duobus sequentibus anno 1737(Bréscia, 1737). De 1732 até sua renúncia em 1751, ele esteve envolvido na "controversia di Crema", sobre o direito divino do povo de receber a comunhão durante a missa; a controvérsia agitou todo o mundo eclesiástico italiano. Devido a ásperas divergências com a família Griffani, uma das mais poderosas de Crema, teve que deixar a diocese e ir para Roma, onde apresentou sua renúncia em 27 de janeiro de 1751. Promovido ao patriarcado titular de Antioquia, em 1º de fevereiro de 1751. Foi nomeado presidente da doutrina cristã, deputado dos mosteiros de monges e examinador dos cânones sagrados. Abade commendatario de Palazzola, Bréscia, agosto de 1758. Commendatore do arqui-hospital de S. Spirito em Sassia, Roma, 28 de setembro de 1759. Ele era um conselheiro próximo do Papa Clemente XIII e compartilhou com ele a atitude benigna para com os jesuítas; por isso, foi alvo de ataques dos inimigos da Companhia de Jesus, que tentaram detratá-lo com vários libelli.
Criado cardeal-presbítero no consistório de 26 de setembro de 1766; recebeu o chapéu vermelho em 30 de setembro de 1766; e o título de S. Anastasia, 1º de dezembro de 1766. Atribuído às Sagradas Congregações dos Bispos e Regulares, Imunidade Eclesiástica, Reverendíssima Fábrica de São Pedro, Visita Apostólica e Ritos. Protetor do mosteiro de S. Marta; e da igreja e nação de Brescia em Roma. Abade commendatario de S. Maria della Giara, Verona, fevereiro de 1767. Prefeito da Sagrada Congregação de Indulgências e Relíquias Sagradas de outubro de 1767 até sua morte. Consagrou a Igreja de San Michele Aracnagelo em Calino em 25 de setembro de 1768. Participou do conclave de 1769, que elegeu o Papa Clemente XIV; opôs-se à eleição desse papa e não teve nenhum papel relevante durante o seu pontificado.
Optou pelo título de S. Stefano al Monte Celio, 4 de março de 1771. Camerlengo do Sagrado Colégio dos Cardeais, 28 de fevereiro de 1774 até 29 de janeiro de 1776. Participou do conclave de 1774-1775, que elegeu o Papa Pio VI. Como membro da Sagrada Congregação dos Ritos, falou na congregação geral de 20 de janeiro de 1777 e votou contra a beatificação do bispo Juan de Palafox y Mendoza de Osma, Espanha; o seu voto causou grande sensação e ajudou bastante a desbaratar o processo tão caro ao tribunal de Madrid. O Cardeal Calini, analisando especialmente a célebre carta do Bispo Palafox ao Papa Inocêncio X contra a Companhia de Jesus, pôs em causa a santidade do Bispo, que não teve pudor em lançar calúnias contra os Jesuítas. Em 1780, retirou-se para Bréscia, mas antes de deixar Roma, teve um colóquio com o Papa Pio VI em 1º de abril, no qual o cardeal Calini exortou o pontífice a restaurar a Companhia de Jesus ou pelo menos não permitir sua reorganização na Rússia, como procurado pelos Bourbons; o cardeal assinalou que a Sociedade havia sido injustamente destruída por um bando de quatro ou cinco ministros, argumentando a tese de que a loucura do papa Clemente XIV havia decretado sua supressão; o papa deu ao cardeal a garantia de que tudo seria feito.
Morreu em Bréscia em 9 de dezembro de 1782. Exposto e enterrado na igreja de Ss. Faustino e Giovita .